# Thorsten Wszolek

Thorsten Wszolek beim Jubiläumskonzert "10 Jahre Mund Art Theater", März 2004

Thorsten Wszolek (* 28. Mai 1975 in Frankfurt am Main) ist ein deutscher Komponist, Musikarrangeur, Dirigent, Schauspieler, Regisseur und Theaterautor.

## Leben
Der Sohn eines Kaufmanns spielte bereits während der Schule am Volkstheater Frankfurt in Alt-Frankfurt von Adolf Stoltze und arrangierte  Songs, u. a. aus 42nd Street, Carousel und Show Boat.
Im Alter von 17 Jahren produzierte er mit Mitteln, die aus dem Privatvermögen seiner Familie stammten, die Broadway-Show Music of the Night, für die er während der Schulferien an den Broadway reiste und nach dem A-Chorus-Line-Prinzip ein Casting in den 8th-Avenue-Studios veranstaltete. Abgesehen vom finanziellen Ruin war die Show ein enormer Publikums- und Presseerfolg, der Wszolek im Anschluss an sein Abitur 1994 den bestmöglichen Start ins Berufsleben als Theater- und Musikmacher ermöglichte.
Direkt nach dem Schulabschluss gründete er das Neu-Isenburger Mundart-Ensemble, aus dem im Jahr 2000 die M.A.T. Mund Art Theater GmbH wurde. Unter seiner Intendanz hat sich das volkstümliche, musikalische Theater im Rhein-Main-Gebiet etabliert und präsentiert hauptsächlich Werke aus seiner eigenen Feder. Seit 2010 nennt sich das Theater Mund Art Theater – Thorsten Wszolek.
Seit 1998 unterhält das Theater das sinfonisch besetzte Mainhatten Pops Orchester, das bei Musicalaufführungen im Orchestergraben und bei Konzerten auf der Bühne spielt. Meistens dirigiert Wszolek selbst.
- Kulturpreis der Stadt Neu-Isenburg im Jahr 2000 zu Die Mundart Weihnachtsgeschichte
- Fernsehaufzeichnung der Gala Mundart Deluxe zum 10-jährigen Jubiläum des Theaters im September 2004, Erstausstrahlung 1. Januar 2005, hr-Fernsehen

Neben seiner Tätigkeit für das Mund Art Theater arbeitet er als Komponist und Musikarrangeur weltweit. Er hat bereits mehrere Konzertreihen selbst arrangiert und auch dirigiert.

## Kompositionen
(Quelle:)
- Crazy Hotel, Comedy Musical in 2 Akten nach der Posse Pension Schöller von Carl Laufs & Wilhelm Jacoby, Liedtexte und Buch: selbst, zusätzliche Liedtexte von Werner F. Krause, UA: 1. Juni 1995, Mund Art Theater Neu-Isenburg
- Mei Fair Lissbeth, Musical in 2 Akten, Liedtexte von Werner F. Krause, Buch von Werner F. Krause und Thorsten Wszolek, UA: Dezember 1996, Mund Art Theater Neu-Isenburg
- Die kleine Amrum-Suite (Titelmelodie und Leitmotiv) sowie die Hintergrundmusik zum Film "Amrum" (2000/2001)
- Die Feuerzangenbowle, Musical in 2 Akten nach dem gleichnamigen Roman von Heinrich Spoerl und dem berühmten Heinz-Rühmann-Film, Liedtexte von Werner F. Krause, Mathias Münch und Thorsten Wszolek, Buch: Thorsten Wszolek, UA: 18. Juni 2004, Mund Art Theater Neu-Isenburg

Außerdem stammt ein Großteil der Musik von Die Mundart Weihnachtsgeschichte, Musical in 2 Akten nach "A Christmas Carol" von Charles Dickens, Liedtexte: selbst, zusätzliche Liedtexte von Werner F. Krause und Mathias Münch, UA: 21. Dezember 1997, Mund Art Theater Neu-Isenburg, von ihm.

## Arrangements Rundfunk
(Quelle:)
- Three Preludes (George Gershwin/Jascha Heifetz) für das Rundfunkorchester des WDR, Köln, 2001
- My Fair Loewe inkl. Brigadoon, My Fair Lady, Gigi und Camelot (Frederick Loewe) für das Rundfunkorchester des SWR, Kaiserslautern, 2004/2005
- Weihnachtskonzert im Big-Brother-Haus für Big Brother, 2. Staffel (div. Komponisten), Premiere World, RTL und rtl II, 2000. Es spielt das Mainhatten Pops Orchester, Dirigent: selbst
- Mund Art Deluxe (div. Komponisten), hr-fernsehen, 2005. Es spielt das Mainhatten Pops Orchester, Dirigent: selbst

## Konzertarrangements
(Quelle:)
- Der Barbier von Sevilla (Gioacchino Rossini)
- Berliner Luft Marsch (Paul Lincke)
- Carmen (Georges Bizet)
- Lohengrin (Richard Wagner)
- Der Nussknacker (Peter Tschaikowsky)
- Peer Gynt (Edvard Grieg)
- Polowezer Tänze (Alexander Borodin)
- Pomp and Circumstance March No. 1 (Edward Elgar)
- Radetzky-Marsch (Johann Strauss sen.)
- Wien bleibt Wien (Johann Schrammel)

## Theaterstücke
(Quelle:)
- Friedhofsgärtner Satire, UA: 20. Dezember 1994, Mund Art Theater Neu-Isenburg, Regie: selbst
- 8 1/2 Neu-Isenburger Volksstück, UA: 20. November 2002, Mund Art Theater Neu-Isenburg, Regie: selbst

## Südhessische Bearbeitungen
(Quelle:)
- Außer Kontrolle (Originaltitel: Out of Order) von Ray Cooney, Deutsch von Nick Walsh
- Der wahre Jakob von Franz Arnold und Ernst Bach
- Die schwebende Jungfrau von Franz Arnold und Ernst Bach
- Dinner for One – Killer for Five (Untertitel: Der 90. Geburtstag und was wirklich geschah!) von Gerold Theobald nach dem gleichnamigen Roman von Michael Koglin
- "Der kühne Schwimmer" von Franz Arnold und Ernst Bach
- "Die Lokalbahn" von Ludwig Thoma
- "Die vertagte Hochzeitsnacht" (Originaltitel: Die vertagte Nacht) von Franz Anrold und Ernst Bach
- "Der keusche Lebemann" von Franz Arnold und Ernst Bach
- "Bleib doch zum Frühstück" (Originaltitel: Why Not Stay for Breakfast) von Ray Cooney und Gene Stone
- "Stöpsel" von Franz Arnold und Ernst Bach
- "Lauf doch nicht immer weg" (Originaltitel: See How They Run) von Philip King
- "Das Mädchen aus dem Fahrstuhl" von Franz Arnold und Ernst Bach
- "Wenn schon – denn schon" (Originaltitel: Two Into One) von Ray Cooney